# Kertesziomyia bicolor
Kertesziomyia bicolor är en tvåvingeart som först beskrevs av Tokuichi Shiraki 1930.  Kertesziomyia bicolor ingår i släktet Kertesziomyia och familjen blomflugor.
Artens utbredningsområde är Taiwan. Inga underarter finns listade i Catalogue of Life.